# خوزه مانوئل مورنو
خوزه مانوئل مورنو (انگلیسی: José Manuel Moreno; ۳ اوت ۱۹۱۶ – ۲۶ اوت ۱۹۷۸) بازیکن فوتبال اهل آرژانتین بود.
از باشگاه‌هایی که در آن بازی کرده‌است می‌توان به باشگاه فوتبال ریور پلاته، باشگاه فوتبال بوکا جونیورز، و باشگاه ورزشی دفنسور اشاره کرد.
وی همچنین در تیم ملی فوتبال آرژانتین بازی کرده‌است.